# Клеменс, Курт
Курт Клеменс (нем. Kurt Clemens; 7 Ноября 1925, Хомбург, Территория Саарского бассейна — 19 июля 2021) — немецкий футболист, полузащитник. Выступал за сборную Саара.

## Биография
Спортивную карьеру начал после окончания Второй мировой войны. Помимо футбола Клеменс также занимался лёгкой атлетикой, и в 1947 году стал чемпионом Саара по толканию ядра, а год спустя в легкоатлетическом пятиборье, где ему принадлежал национальный рекорд до 1956 года.
Играть в футбол начал в 1947 году в клубе «Хомбург». В 1948 перешёл в «Мюльбург», а сезоны 1949/1950 и 1950/1951 провёл в клубе «Саарбрюккен». В 1951 году Клеменс подписал контракт с клубом высшей лиги Франции «Нанси», где за два сезона провёл 47 матчей и забил 7 голов. С 1953 и по 1963 год выступал за «Саар 05».
С начала 1950-х годов работал переводчиком в министерстве финансов Саара. Имел лицензию футбольного тренера. После окончания игровой карьеры тренировал любительские клубы Германии.

### Карьера в сборной
За сборную Саара выступал на протяжении всех семи лет её существования и в том числе принял участие в первом и в последнем матче этой сборной. Всего провёл за национальную команду 10 матчей и не отметился забитыми голами.